# Volodîmîrivka (Șceaslîvka), Domanivka
Volodîmîrivka (în ucraineană Володимирівка) este un sat în comuna Șceaslîvka din raionul Domanivka, regiunea Mîkolaiiv, Ucraina.

## Demografie
Componența lingvistică a localității Volodîmîrivka
     Ucraineană (92,11%)
     Română (4,18%)
     Rusă (2,32%)
     Alte limbi (0,46%)
Conform recensământului din 2001, majoritatea populației localității Volodîmîrivka era vorbitoare de ucraineană (92,11%), existând în minoritate și vorbitori de română (4,18%) și rusă (2,32%).